# Dragon Ball Z X Keeperz
Dragon Ball Z X Keeperz es un videojuego de lucha desarrollado por Bandai Namco, en exclusiva para Microsoft Windows. Está basado en la franquicia Dragon Ball, creada por Akira Toriyama. Su fecha de lanzamiento en Japón fue el 20 de marzo de 2018.
Es un videojuego gratuito que contiene microtransacciones, en el que se desarrollan combates cuatro contra cuatro controlando a los héroes y villanos más famosos del universo Dragon Ball, recreados con un estilo 2D.

## Jugabilidad
El jugador puede disputar batallas 4 vs 4 formando equipos con los personajes pertenecientes a Dragon Ball desde sus inicios hasta el arco argumental de Freezer en Dragon Ball Z. Para realizar los distintos ataques el jugador debe ir señalando con el ratón los movimientos que quiere realizar y eligiendo entre distintas órdenes de ataque para crear espectaculares combos.

## Cierre de servidores
En marzo de 2019, Bandai Namco anunció a través de su sitio web oficial que dejaría de brindar soporte al juego y que el mismo dejaría de funcionar a partir del 25 de junio de 2019.